# Betty Pariso
Betty Carmichael Pariso (de soltera Slade, nacida en Cynthiana, Kentucky; 29 de enero de 1956) es una culturista profesional estadounidense. Fue la culturista profesional en activo más veterana del mundo mientras competía.

## Biografía
Betty Pariso (nacida como Betty Slade) nació en a comienzos de 1956 en la ciudad de Cynthiana, en el condado de Harrison de Kentucky, hija de Harold Coleman Slade y Dorothy Florence Slade. Tiene dos hermanas, Kay y Ann, y un hermano, Terry. Creció en una granja, disfrutando de un estilo de vida saludable y atlético que incluía mucho voleibol y atletismo. Su destreza atlética en el campo incluso atrajo la atención de los ojeadores universitarios. El ping-pong también fue un elemento fijo de su infancia. Creció sin televisión, pero a menudo visitaba a su abuela para disfrutar de sus programas cuando era niña. En sus primeros años se convirtió en modelo a tiempo parcial y en la esposa de un ministro de la iglesia.

## Carrera como culturista

### Amateur
Betty comenzó a entrenar con pesas a principios de los 30 años para mantenerse en forma y añadir peso a lo que consideraba un cuerpo demasiado "de palo". En 1988, empezó a competir en culturismo y pudo conseguir la tarjeta profesional en los Nacionales NPC de 1996. Esto supuso un gran logro para Pariso, ya que con ello se convirtió en la mujer de más edad (con 40 años) en obtener una tarjeta profesional de la IFBB.

### Profesional
Como competidora profesional, el principal objetivo de Betty era ganar un espectáculo profesional como única competidora de más de cincuenta años. Se convirtió en una de las competidoras más exitosas del culturismo femenino profesional al alcanzar los seis primeros puestos en casi todas las competiciones en las que participó. En 2001, ganó la categoría de peso pesado en el Jan Tana Classic, lo que supuso la primera victoria profesional de su carrera. En ese concurso no hubo ningún campeón absoluto. Tuvo que retirarse del Ms. International de 2009 debido a una fiebre alta. Más tarde ganó su segundo título profesional, el Tampa Bay Pro de 2009.

### Retirada
Tras el concurso del Phoenix Pro de 2010, Betty se retiró del culturismo a la edad de 54 años.

### Legado
En octubre de 1996, Betty ganó los Nacionales NPC y se convirtió en la primera mujer de la historia, a los 40 años, en obtener su estatus profesional de la IFBB. En 2006, ganó el premio a la atleta femenina del año en los Premios Flex por sus destacados logros en la industria. En 2009, logró su objetivo de convertirse en la primera culturista femenina de más de 50 años en ganar una competición profesional de la IFBB, el Tampa Bay Pro de 2009. Con posterioridad pasó a ser representante de atletas de la IFBB en el culturismo femenino, donde ha utilizado su posición para sugerir un sistema de clases de peso para los culturistas profesionales y un nuevo concurso de división para las mujeres culturistas y competidoras de fitness y de figura.
En 2010, Betty recibió el LifeTime Achievement Award en el Europa Dallas. El grupo de rock Pariso, formado en 2009, lleva el nombre de Betty Pariso. Fue la culturista femenina más veterana del mundo en activo mientras competía.

## Vida personal
Betty vive en North Richland Hills (Texas). Está casada en segundas nupcias con Ed Pariso desde principios de los años 1990. Tiene una hija llamada Lacye Carmichael y un hijo llamado Justin Carmichael, de su primer matrimonio.